# Славка (река)
Славка (укр. Славка) — река в Стрыйском районе Львовской области Украины. Правый приток реки Опир (бассейн Днестра).
Длина реки 15 км, площадь бассейна 79 км². Типично горная река с каменистым дном и многочисленными перекатами и порогами. Характерны паводки после сильных дождей и во время оттепели.
Первый сравнительно большой правый приток Опира. Берёт начало на северных склонах Водораздельного хребта (главные истоки расположены к юго-западу от горы Чёрная Репа). Притоки — Малая Славка, Великая Славка и Ялинковатая. Течёт в пределах Сколевских Бескидов преимущественно на север. Впадает в Опир в посёлке городского типа Славское.
На реке и её притоках расположены сёла Ялынковатое, Волосянка, Хащованя, посёлок городского типа Славское.